# Misato (Shimane)
Pour les articles homonymes, voir Misato.
Misato (美郷町, Misato-chō) est un bourg du district d'Ōchi, dans la préfecture de Shimane, au Japon.

## Géographie

### Démographie
Au 1er mai 2015, la population de Misato s'élevait à 4 859 habitants répartis sur une superficie de 282,92 km2.

## Histoire
La création du bourg de Misato date de 2004 après la fusion de l'ancien village de Daiwa avec la bourg d'Ōchi.